# Prêmio Guarani de Cinema Brasileiro 2015
O Prêmio Guarani de Cinema Brasileiro de 2015 foi a vigésima edição do Prêmio Guarani, organizada pela Academia Guarani de Cinema. Os cinco finalistas de cada categoria foram selecionados pelos membros da Academia Guarani de Cinema, os quais são críticos e jornalistas de todo o Brasil. A divulgação dos indicados foi feita em parceria com o site Papo de Cinema a partir de 18 de dezembro de 2015.
A homenagem desta edição foi para a atriz Tonia Carrero, que recebeu o Guarani Honorário.

## Vencedores e indicados
Os nomeados para a 20ª edição foram anunciados na página oficial do Papo de Cinema em 18 de dezembro de 2015. Os vencedores estão em negrito.
| Melhor Filme | Melhor Direção |
| --- | --- |
| - O Lobo Atrás da Porta – Caio Gullane, Fabiano Gullane, Debora Ivanov, Gabriel Lacerda, Rodrigo Castellar, Pablo Torrecillas - De Menor – Tata Amaral, Caru Alves de Souza - Hoje Eu Quero Voltar Sozinho – Daniel Ribeiro, Diana Almeida - O Menino e o Mundo – Tita Tessler, Fernanda Carvalho - Praia do Futuro – Geórgia Costa Araújo, Hank Levine | - Fernando Coimbra – O Lobo Atrás da Porta - Alê Abreu – O Menino e o Mundo - Daniel Ribeiro – Hoje Eu Quero Voltar Sozinho - Karim Aïnouz – Praia do Futuro - Marco Dutra – Quando Eu Era Vivo                                                                  |
| Melhor Atriz | Melhor Ator |
| - Leandra Leal – O Lobo Atrás da Porta como Rosa - Deborah Secco – Boa Sorte como Judite - Mônica Martelli – Os Homens São de Marte... e É pra lá que Eu Vou como Fernanda Garcia - Regina Duarte – Gata Velha Ainda Mia como Glória Polk - Rita Batata – De Menor como Helena                                                                          | - Wagner Moura – Praia do Futuro como Donato - Marat Descartes – Quando Eu Era Vivo como Júnior - Matheus Nachtergaele – Trinta como Joãosinho Trinta - Milhem Cortaz – O Lobo Atrás da Porta como Bernardo - Tony Ramos – Getúlio como Getúlio Vargas           |
| Melhor Atriz Coadjuvante | Melhor Ator Coadjuvante |
| - Fabiúla Nascimento – O Lobo Atrás da Porta como Sylvia - Drica Moraes – Getúlio como Alzira Vargas - Gilda Nomacce – Quando Eu Era Vivo como Miranda - Martha Nowill – Entre Nós como Drica - Thalita Carauta – O Lobo Atrás da Porta como Bete | - Jesuíta Barbosa – Praia do Futuro como Ayrton - Antônio Fagundes – Quando Eu Era Vivo como Sênior - Caio Blat – Alemão como Samuel - Cauã Reymond – Tim Maia como Juan Senon Rolón "Fábio" - Juliano Cazarré – O Lobo Atrás da Porta como Delegado             |
| Melhor Roteiro Original | Melhor Roteiro Adaptado |
| - O Lobo Atrás da Porta – Fernando Coimbra - O Menino e o Mundo – Alê Abreu - De Menor – Caru Alves de Souza e Fabio Meira - Praia do Futuro – Felipe Bragança e Karim Ainouz - Entre Nós – Paulo Morelli e Pedro Morelli | - Hoje Eu Quero Voltar Sozinho – Daniel Ribeiro - O Homem das Multidões – Cao Guimarães e Marcelo Gomes - Quando Eu Era Vivo – Gabriela Amaral Almeida e Marco Dutra - Boa Sorte – Jorge Furtado e Pedro Furtado - Confissões de Adolescente – Matheus Souza     |
| Melhor Documentário | Revelação do Ano |
| - O Mercado de Notícias – Nora Goulart - Brincante – Caio Gullane, Fabiano Gullane, Debora Ivanov, Gabriel Lacerda - Eduardo Coutinho, 7 de Outubro – Carolina Benevides, Kátia Nascimento - Os Dias Com Ele – Paula Pripas, Ricardo Leite - Sem Pena – Eugenio Puppo                                                                                   | - Ghilherme Lobo – Hoje Eu Quero Voltar Sozinho como Leonardo - Fabio Audi – Hoje Eu Quero Voltar Sozinho como Gabriel - Giovanni Gallo – De Menor como Caio - João Pedro Zappa – Boa Sorte como João - Tess Amorim – Hoje Eu Quero Voltar Sozinho como Giovanna |
| Melhor Direção de Fotografia | Melhor Direção de Arte |
| - Praia do Futuro – Ali Olcay Gözcaya - Riocorrente – Aloysio Raulino - Quando Eu Era Vivo – Ivo Lopes Araújo - O Lobo Atrás da Porta – Lula Carvalho - Getúlio – Walter Carvalho | - Getúlio – Uirandê Holanda - Tim Maia – Claudio Amaral Peixoto - Trinta – Daniel Flaksman - Quando Eu Era Vivo – Luana Demange - Praia do Futuro – Marcos Pedroso                                                                                               |
| Melhor Figurino | Melhor Maquiagem |
| - Getúlio – Marcelo Pies e Valeria Stefani - Quando Eu Era Vivo – Diogo Costa e Tarsila Furtado - Trinta – Kika Lopes - Tim Maia – Reka Koves - O Mercado de Notícias – Rosangela Cortinhas | - Getúlio – Martín Macías Trujillo - Quando Eu Era Vivo – André Anastácio - Tim Maia – Lucila Robirosa - Isolados – Martín Macías Trujillo - Trinta – Uirandê Holanda                                                                                            |
| Melhor Montagem | Melhor Efeito Visual |
| - O Lobo Atrás da Porta – Karen Akerman - Hoje Eu Quero Voltar Sozinho – Cristian Chinen - Praia do Futuro – Isabela Monteiro de Castro - Quando Eu Era Vivo – Juliana Rojas - Entre Nós – Lucas Gonzaga | - Riocorrente – Vetor Zero e Lobo - Trash: A Esperança Vem do Lixo – Adam Rowland - O Segredo dos Diamantes – Arthur Furtado - Quando Eu Era Vivo – Guilherme Ramalho - Alemão – Sergio Farjalla Jr.                                                             |
| Melhor Som | Melhor Trilha Sonora |
| - Ventos de Agosto – Mauricio d’Orey - Hoje Eu Quero Voltar Sozinho – Daniel Turini, Fernando Henna - O Lobo Atrás da Porta – Ricardo Cutz - Riocorrente – Ricardo Reis e Thiago Bittencourt - Praia do Futuro – Waldir Xavier | - O Menino e o Mundo – Gustavo Kurlat e Rubem Feffer - Tim Maia – Berna Ceppas - Praia do Futuro – Hauschka - Trinta – José Loreau Louizeiro - O Lobo Atrás da Porta – Ricardo Cutz                                                                              |
| Melhor Elenco | Melhor Filme Estrangeiro |
| - O Lobo Atrás da Porta – Alessandra Tosi - Entre Nós – Anna Luiza Paes de Almeida e Francisco Accioly - Getúlio – Fernanda Neves - Hoje Eu Quero Voltar Sozinho – Luciano Baldan - Os Amigos – Patrícia Faria | - Relatos Selvagens (Argentina) - A Pedra de Paciência (Afegansitão) - Ida (Polônia) - Instinto Materno (Romênia) - Mommy (Canadá) |

## Estatísticas

### Filmes com mais indicações e vitórias
| Nomeações | Filme                        |
| --------- | ---------------------------- |
| 13        | O Lobo Atrás da Porta        |
| 10        | Praia do Futuro              |
| 10        | Quando Eu Era Vivo           |
| 9         | Hoje Eu Quero Voltar Sozinho |
| 6         | Getúlio                      |
| 5         | Tim Maia                     |
| 5         | Trinta                       |
| 4         | De Menor                     |
| 4         | Entre Nós                    |
| 4         | O Menino e o Mundo           |
| 3         | Boa Sorte                    |
| 3         | Riocorrente                  |
| 2         | Alemão                       |
| 2         | O Mercado de Notícias        |

| Prêmios | Filme                        |
| ------- | ---------------------------- |
| 7       | O Lobo Atrás da Porta        |
| 4       | Praia do Futuro              |
| 3       | Getúlio                      |
| 2       | Hoje Eu Quero Voltar Sozinho |